# Nguyễn Phúc Hồng Truyền
Nguyễn Phúc Hồng Truyền (chữ Hán: 阮福洪傳; 3 tháng 9 năm 1837 – 18 tháng 7 năm 1889), tước phong Tuy Hòa Quận vương (綏和郡王), là một hoàng tử con vua Thiệu Trị nhà Nguyễn trong lịch sử Việt Nam.

## Tiểu sử
Hoàng tử Hồng Truyền sinh ngày 4 tháng 8 (âm lịch) năm Đinh Dậu (1837), là con trai thứ 12 của vua Thiệu Trị, mẹ là Tứ giai Nhu tần Nguyễn Thị Yên. Hoàng tử là em cùng mẹ với Hoài Chính Công chúa Nhã Viện, hoàng nữ thứ 8 của vua Thiệu Trị. Khi còn là hoàng tử, ông là người có học hạnh.
Năm Tự Đức thứ 3 (1850), thầy học của các hoàng thân là Võ Xuân Cẩn, đồng thời là cha vợ của vua, dâng sớ nói: "Các hoàng thân phần nhiều chỉ thích chơi đùa, không đến nghe giảng". Vua sai phủ Tôn Nhân xét duyệt thì 4 hoàng thân là Miên Sạ (hoàng tử thứ 49 của vua Minh Mạng), Hồng Y (hoàng tử thứ tư của Thiệu Trị), Hồng Tố (hoàng tử thứ sáu của Thiệu Trị) và Hồng Truyền đều chỉ đến nghe giảng có 4 ngày nên bị phạt lương 3 tháng. Một số hoàng thân khác cũng bị phạt lương vì việc này.
Năm Tự Đức thứ 5 (1852), vua anh phong ông làm Tuy Hòa Quận công (綏和郡公).
Năm Tự Đức thứ 21 (1868), tháng 5 (âm lịch), ông cùng với em rể là phò mã Nguyễn Khoa Kiểm (chồng của Mậu Lâm Công chúa Đoan Cẩn, hoàng nữ thứ 17 của Thiệu Trị) tụ họp đánh bài bạc, đều bị giáng phạt. Quận công Hồng Truyền được gia ơn, chỉ bị phạt lương 2 năm. Phò mã Kiểm bị giáng 2 cấp nhưng cho ở lại với công chúa.
Năm Tự Đức thứ 36 (1883), vua Hiệp Hòa gia phong cho quận công Hồng Truyền làm Phụng Quốc công (奉國公), nhưng vua mới đăng cơ được 4 tháng thì bị hai  quyền thần Nguyễn Văn Tường và Tôn Thất Thuyết phế bỏ và bức tử, nên việc phong tước của ông bị đình lại. Đến khi vua Kiến Phúc lên ngôi, ông chính thức được phong làm Tuy Quốc công (綏國公), nhưng trước kia Tuy Lý vương Miên Trinh đã giữ tước này nên tước vị của Hồng Truyền được cải thành Vinh Quốc công (榮國公).
Năm Đồng Khánh thứ 3 (1888), tháng 10 (âm lịch), vua đến điện Phụng Tiên làm lễ, hoàng thân phần nhiều vắng thiếu, trong đó có cả Hồng Truyền. Vua quở trách: "Kiện, Truyền vốn thiếu hạnh kiểm, trước được Quốc công là do may mà được, thực không cảm sợ để giữ lấy địa vị, cho giáng làm Quận công để răn, còn thì những người vắng thiếu, giao cho đình nghị". Thường Quốc công Hồng Kiện (hoàng tử thứ 10 của Thiệu Trị) và Vinh Quốc công Hồng Truyền đều bị giáng làm Quận công.
Năm Kỷ Sửu (1889), ngày 21 tháng 6 (âm lịch), dưới triều Thành Thái, quận công Hồng Truyền mất, hưởng thọ 52 tuổi, được truy tặng làm Tuy Hòa Quận vương (綏和郡王), thụy là Trang Cung (莊恭). Mộ của ông được táng tại Dương Xuân Thượng, nay là một phần của thị xã Hương Trà (gần điện Hòn Chén). Phủ thờ của Quận vương trước đây dựng ở phường Phú Hội, nay không còn nữa; bài vị của ông sau đó được thờ tại chùa Quy Thiện (Huế).

## Gia quyến
Không rõ quận vương Hồng Truyền có bao nhiêu người vợ, ở đây chỉ liệt kê được hai người vợ thứ của ông:
- Võ Thị Chất, con gái của Tiền quân Đô thống, Thái tử Thiếu bảo Võ Văn Giải, nguyên quán ở Quảng Ngãi[9].
- Hoàng Thị Trinh, con gái của Quốc tử giám, Lễ sinh hiệu Hoàng Đình Trù, người ở phủ Thừa Thiên[9].

Tuy Hòa Quận vương có 8 con trai và 4 con gái. Ông được ban cho bộ chữ Sam (彡) để đặt tên cho các con cháu trong phòng.
- Ưng Bưu (1856 – ?), công tử trưởng, mẹ là Võ Thị Chất[9].
- Ưng Phiêu (1859 – ?), công tử thứ hai, mẹ là Hoàng Thị Trinh[9].
- Ưng Đồng (? – ?), công tử út, không rõ mẹ, tập tước Tuy Hòa Quận công[2].